# Aeropuerto Comandante Espora

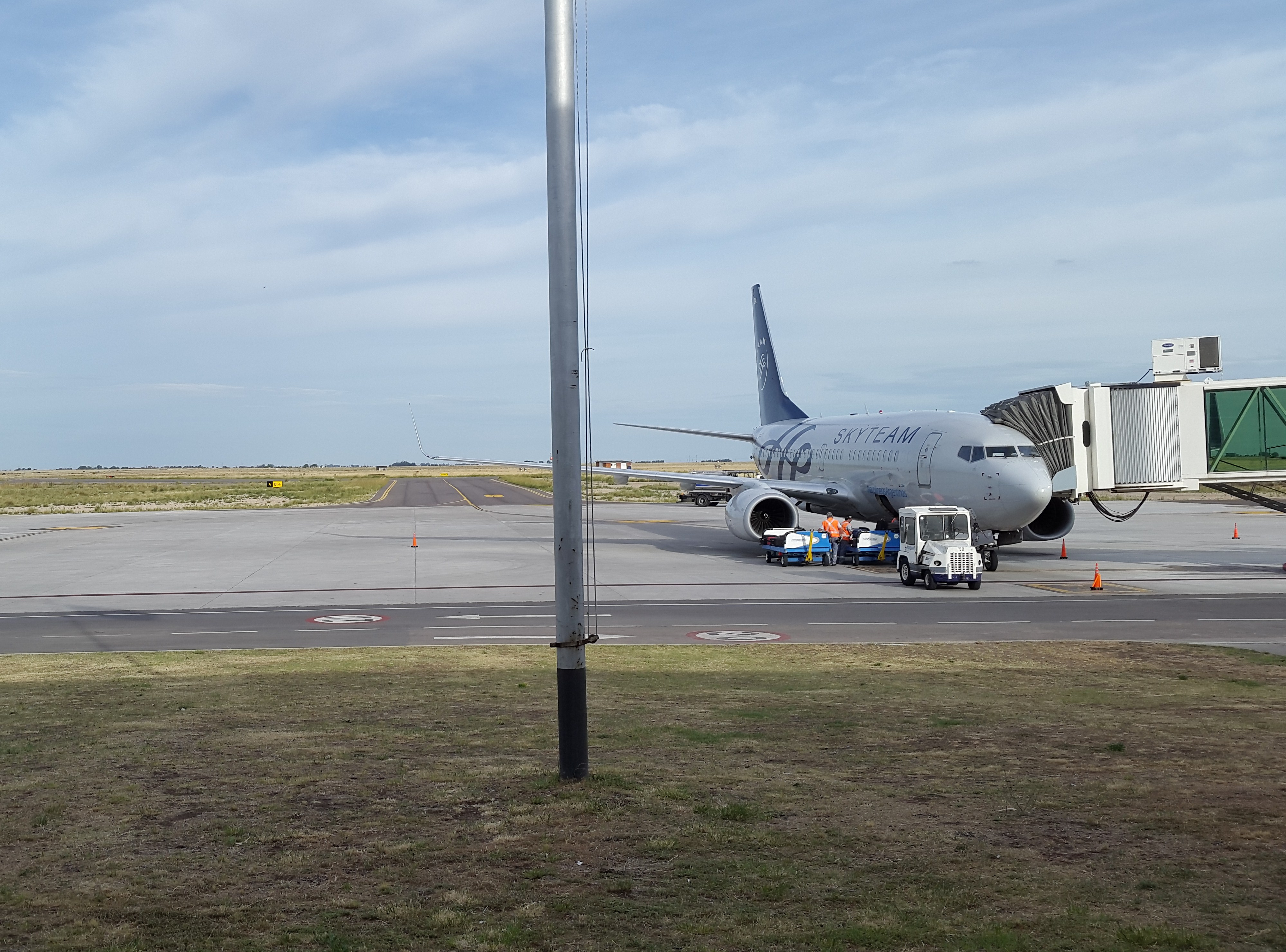
Un Boeing 737-700 Skyteam de Aerolíneas Argentinas preparándose para ir al Gran Buenos Aires.

La Aeroestación Civil Comandante Espora (FAA: BCA - IATA: BHI - OACI: SAZB), es un aeropuerto que se encuentra en la localidad de Grünbein, a 12 km al este del centro de la ciudad de Bahía Blanca, al sur de la Provincia de Buenos Aires. Las obras comenzaron en 1952 en el marco del Segundo Plan Quinquenal, durante el gobierno de Juan Domingo Perón, siendo finalizado en junio de 1955.

## Características
Parte del terreno que ocupa la misma corresponde a la Base Aeronaval Comandante Espora, perteneciente a la Armada Argentina. En este aeropuerto tiene sede la Sección de Aviación de Ejército 181 del Ejército Argentino.
Se encuentra en la Autovía Juan Pablo II a la altura del kilómetro 675 (ex Ruta 3 Norte) (B8000) y sus coordenadas son latitud 38° 42' 59" S y longitud 62° 09' 50" O.
Posee una pista de 2410 metros de longitud y otra de 2100 m, ambas asfaltadas. El área total del predio es de 350 ha y una terminal de pasajeros de 3300 m².
La pista 17L/35R fue licitada en diciembre de 2012, ya finalizada. En 2014, el gobierno nacional invirtió más de 82 millones de pesos, provenientes del Fideicomiso de Fortalecimiento del Sistema Nacional de Aeropuertos para modernizar, reequipar y mejorar la infraestructura del Aeropuerto, con  mejoras en la pista principal, repavimentación de las cabeceras con material de hormigón y se rehabilitando el pavimento flexible en toda la extensión de la misma, corrigiendo los perfiles longitudinales y transversales mediante una mezcla asfáltica en caliente. Además incluyó la reconstrucción la plataforma comercial y su ampliación mediante un nuevo pavimento, la instalación de un nuevo sistema de balizamiento con luminarias de alta intensidad, que permitirá recuperar la capacidad de operar vuelos nocturnos en la pista principal. Además de mejorar la seguridad se produjo la ampliación de la plataforma comercial de 10 900 m² a 13 700 m².

## Aerolíneas y destinos

### Destinos nacionales
| Ciudades                | Aeropuerto                                        | Aerolíneas                   |
| Argentina               | Argentina                                         | Argentina                    |
| ----------------------- | ------------------------------------------------- | ---------------------------- |
| Buenos Aires            |                                                   |                              |
| Buenos Aires            | Aeroparque Jorge Newbery                          | Aerolíneas Argentinas / LADE |
| Buenos Aires            | Aeropuerto Internacional Ministro Pistarini       | Aerolíneas Argentinas        |
| Buenos Aires            |                                                   |                              |
| Mar del Plata           | Aeropuerto Internacional Astor Piazzolla          | LADE                         |
| Chubut                  |                                                   |                              |
| Comodoro Rivadavia      | Aeropuerto Internacional General Enrique Mosconi  | LADE (Estacional)            |
| Río Negro               |                                                   |                              |
| San Carlos de Bariloche | Aeropuerto Internacional Teniente Luis Candelaria | LADE                         |

## Tráfico y estadísticas

### Evolución del tráfico de pasajeros
| \| 2018 \| 15 \| 405.507 \| -8,04 \| - \| 5.202 \| -27,12 \| \| 2017 \| 13 \| 440.934 \| +33,9 \| 14 \| 7.137 \| +48,5 \| \| 2016 \| 15 \| 306.523 \| -0,4 \| 20 \| 3.962 \| -25,3 \| \| 2015 \| 14 \| 307.884 \| +28,5 \| 18 \| 5.303 \| +20,2 \| \| 2014 \| 15 \| 239.640 \| -17,1 \| 15 \| 4.410 \| -16,0 \| \| 2013 \| 13 \| 289.184 \| +20,7 \| 17 \| 5.252 \| +4,8 \| \| 2012 \| 13 \| 239.685 \| +56,7 \| 18 \| 5.010 \| +38,4 \| \| 2011 \| 16 \| 152.923 \| +57,0 \| 21 \| 3.620 \| +48,3 \| \| 2010 \| 20 \| 97.382 \| -13,7 \| 30 \| 2.441 \| -2,3 \| \| 2009 \| 17 \| 112.859 \| +36,7 \| 28 \| 2.497 \| +21,0 \| \| 2008 \| 17 \| 82.577 \| -26,0 \| 31 \| 2.063 \| -38,9 \| \| 2007 \| 16 \| 111.664 \| -20,2 \| 22 \| 3.375 \| -0,3 \| \| 2006 \| 16 \| 139.992 \| -3,2 \| 25 \| 3.384 \| -12,1 \| \| 2005 \| 16 \| 144.575 \| -6,2 \| 24 \| 3.848 \| +20,1 \| \| 2004 \| 17 \| 154.175 \| +4,5 \| 27 \| 3.220 \| +0,6 \| \| 2003 \| 15 \| 147.506 \| -17,8 \| 23 \| 3.202 \| -33,5 \| \| 2002 \| 14 \| 179.350 \| +1,4 \| 17 \| 4.967 \| -10,6 \| \| 2001 \| 16 \| 176.941 \| S/D \| 19 \| 5.557 \| S/D \| \| Fuente: ORSNA[4] \| \| \| \| \| \| \| |          |           |                      |          |             |                      |
| Año | Posición | Pasajeros | Incremento anual (%) | Posición | Operaciones | Incremento anual (%) |
| 2018 | 15       | 405.507   | -8,04                | -        | 5.202       | -27,12               |
| 2017 | 13       | 440.934   | +33,9                | 14       | 7.137       | +48,5                |
| 2016 | 15       | 306.523   | -0,4                 | 20       | 3.962       | -25,3                |
| 2015 | 14       | 307.884   | +28,5                | 18       | 5.303       | +20,2                |
| 2014 | 15       | 239.640   | -17,1                | 15       | 4.410       | -16,0                |
| 2013 | 13       | 289.184   | +20,7                | 17       | 5.252       | +4,8                 |
| 2012 | 13       | 239.685   | +56,7                | 18       | 5.010       | +38,4                |
| 2011 | 16       | 152.923   | +57,0                | 21       | 3.620       | +48,3                |
| 2010 | 20       | 97.382    | -13,7                | 30       | 2.441       | -2,3                 |
| 2009 | 17       | 112.859   | +36,7                | 28       | 2.497       | +21,0                |
| 2008 | 17       | 82.577    | -26,0                | 31       | 2.063       | -38,9                |
| 2007 | 16       | 111.664   | -20,2                | 22       | 3.375       | -0,3                 |
| 2006 | 16       | 139.992   | -3,2                 | 25       | 3.384       | -12,1                |
| 2005 | 16       | 144.575   | -6,2                 | 24       | 3.848       | +20,1                |
| 2004 | 17       | 154.175   | +4,5                 | 27       | 3.220       | +0,6                 |
| 2003 | 15       | 147.506   | -17,8                | 23       | 3.202       | -33,5                |
| 2002 | 14       | 179.350   | +1,4                 | 17       | 4.967       | -10,6                |
| 2001 | 16       | 176.941   | S/D                  | 19       | 5.557       | S/D                  |
| Fuente: ORSNA |          |           |                      |          |             |                      |

| Ranking | Ciudad                                         | Pasajeros (2017) | Pasajeros (2018) | Pasajeros (2019) | Variación | Aerolíneas                                                                                |
| ------- | ---------------------------------------------- | ---------------- | ---------------- | ---------------- | --------- | ----------------------------------------------------------------------------------------- |
| 1       | Ciudad de Buenos Aires (Aeroparque), Argentina | 335.875          | 287.325          | 255.084          | -11,22    | Aerolíneas Argentinas, Austral Líneas Aéreas, LATAM Argentina (Finalizó en junio de 2018) |
| 2       | Mar del Plata, Argentina                       | 24.151           | 37.691           | 28.428           | -24,58    | Austral Líneas Aéreas, LASA (Finalizó en noviembre de 2018)                               |
| 3       | Ushuaia, Argentina                             | 16.702           | 24.357           | 24.198           | -0,65     | Austral Líneas Aéreas                                                                     |
| 4       | El Palomar, Argentina                          | N/D              | 16.907           | 16.902           | +Nuevo    | FlyBondi (Finalizó en junio de 2019)                                                      |
| 5       | Trelew, Argentina                              | 12.434           | 17.977           | 10.928           | -39,21    | Austral Líneas Aéreas                                                                     |
| 6       | Córdoba, Argentina                             | 85               | 8.652            | N/D              | N/D       | Austral Líneas Aéreas (Finalizó en agosto de 2018)                                        |
| 7       | Neuquén, Argentina                             | 5.138            | 8.460            | N/D              | N/D       | Austral Líneas Aéreas (Finalizó en julio de 2018), LASA (Finalizó en noviembre de 2018)   |
| 8       | San Carlos de Bariloche, Argentina             | 3.677            | 7.665            | N/D              | N/D       | Austral Líneas Aéreas (Finalizó en agosto de 2018)                                        |

### Aerolíneas y destinos que cesaron operaciones
- Austral Líneas Aéreas (Córdoba, Neuquén, San Carlos de Bariloche, Río Gallegos)
- Flybondi (Buenos Aires-El Palomar)
- Dinar Líneas Aéreas (Buenos Aires-Aeroparque)
- LASA Líneas Aéreas (Mar del Plata, Neuquén)
- LATAM Argentina (Buenos Aires-Aeroparque)
- LAPA (Buenos Aires-Aeroparque, Comodoro Rivadavia)
- Sol Líneas Aéreas (Neuquén, Viedma, Río Gallegos, Río Grande, Ushuaia, Buenos Aires - Aeroparque, Comodoro Rivadavia, Mar del Plata, Trelew)[6]